# Natenstedt
Natenstedt ist ein Ortsteil der Stadt Twistringen im niedersächsischen Landkreis Diepholz.

## Geografie

### Lage
Natenstedt liegt im nordwestlichen Bereich der Stadt Twistringen, 8 km westlich vom Kernort Twistringen entfernt. Zu Natenstedt gehören noch Abbentheren, Duveneck, Ellerchenhausen, Lerchenhausen und Rüssen.

### Nachbargemeinden
Nachbargemeinden sind – von Norden aus im Uhrzeigersinn – Colnrade, Altenmarhorst, Heiligenloh, Bockstedt und Rüssen.

### Flüsse
Durch den Ort fließt die Natenstedter Beeke. Die südlich verlaufende Heiligenloher Beeke ist teilweise Grenzfluss zu Bockstedt.

## Geschichte
Seit der Gebietsreform, die am 1. März 1974 in Kraft trat, ist die vorher selbstständige Gemeinde Natenstedt eine von acht Ortschaften der Stadt Twistringen.

## Politik

### Ortsrat
Der Ortsrat, der den Ortsteil Natenstedt vertritt, setzt sich aus sieben Mitgliedern zusammen. Die Ratsmitglieder werden durch eine Kommunalwahl für jeweils fünf Jahre gewählt. Die aktuelle Amtszeit begann am 1. November 2021 und endet am 31. Oktober 2026.
Bei der Kommunalwahl 2021 ergab sich folgende Sitzverteilung:
| Ortsrat 2021Insgesamt 7 Sitze - SPD: 1 - FWG: 2 - FDP: 1 - CDU: 3 |

### Ortsbürgermeister
Ortsbürgermeister ist Werner Schütte.

## Straßen
Natenstedt liegt fernab des großen Verkehrs. Die Bundesautobahn 1 verläuft 14 km entfernt nördlich. Die von Bassum über Twistringen (Kernort) und Diepholz nach Osnabrück führende Bundesstraße 51 verläuft südlich, 6 km entfernt und die Landesstraße L 342 von Twistringen (Kernort) über Goldenstedt nach Vechta verläuft südlich in 0,5 km Entfernung.
In Natenstedt gibt es keine Straßenbezeichnungen, sondern nur Hausnummern, nach denen sich Einwohner, Postboten, Lieferanten und Besucher orientieren müssen.

## Bauwerke

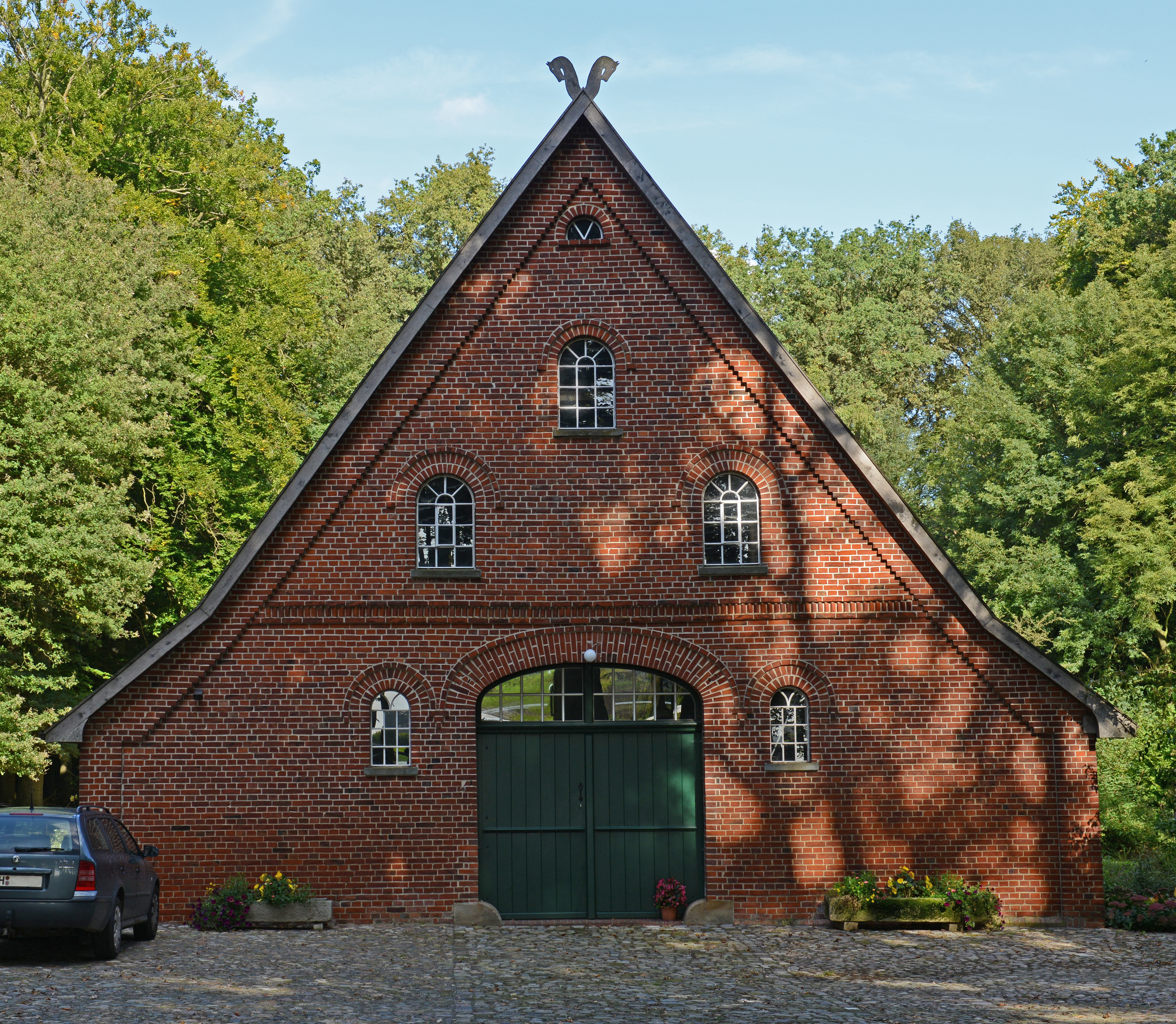
Speicher Lerchenhausen 1

### Baudenkmale
In der Liste der Baudenkmale in Twistringen sind für Natenstedt drei Baudenkmale aufgeführt u. a.:
- Speicher Lerchenhausen 1 von 1851
- Wohn- und Wirtschaftsgebäude Lerchenhausen 4 aus dem 18. Jahrhundert